# ダンシング☆プリンセス
ダンシング☆プリンセス（略称：ダンプリ）とは、2017年1月22日にデビューし、2018年3月18日に解散した日本の女性アイドルグループ。愛知県名古屋市を拠点に活動する。ホワイトスター株式会社所属。

## 概要
10人組アイドルグループとしてデビュー。2017年1月22日(日)デビューライブを行い、252人を動員。同事務所所属の姉妹グループにCandy☆Drops、Gallop＋がある。
徐々にメンバーが脱退していき、2017年12月から3人組アイドルグループとして活動していたが、2018年3月18日に解散した。

## メンバー

### 南 あやか（みなみ あやか）
担当カラー：青    
愛称：あーちゃん
1月6日生まれ

### 茅埜 琴子 (ちの ことこ）
担当カラー：水色    
愛称：ちのちゃ
2月13日生まれ

### 野辺 沙也花（のべ さやか）
担当カラー：ピンク    
愛称：さやぴょん
5月1日生まれ

## 書籍
- 楽遊IDOL PASS vol.3 (アドサプライズ)
- 楽遊IDOL PASS vol.4(関東B+西日本版) (アドサプライズ)
- 楽遊IDOL PASS vol.5(関東B+西日本版) (アドサプライズ)